# Die 12 Geschworenen (1997)
Die 12 Geschworenen (Originaltitel: 12 Angry Men) ist ein US-amerikanisches, für das Fernsehen produziertes Gerichtsdrama von William Friedkin aus dem Jahr 1997 nach einer Bühnenvorlage von Reginald Rose. Es handelt sich dabei um eine Neuverfilmung des Filmdramas Die zwölf Geschworenen von Sidney Lumet aus dem Jahr 1957.

## Handlung
Ein 19-jähriger Junge aus einem Einwandererghetto wird angeklagt, seinen Vater, der ihn seit seiner frühesten Jugend immer wieder geschlagen hat, in einem Streit erstochen zu haben. Sein Pflichtverteidiger hat ihn mit wenig Energie verteidigt, und die Beweise scheinen eindeutig zu sein.
Zunächst sind elf Geschworene fest von der Schuld des Angeklagten überzeugt. Nur der Geschworene Nr. 8 hat „berechtigte Zweifel“. Da der Richterin eine einstimmige Entscheidung vorgelegt werden muss, folgt daraufhin an diesem laut Wettervorhersage „heißesten Tag des Jahres“ eine lange, lebhafte Diskussion. Weil die durchweg männlichen Geschworenen von Herkunft, Hautfarbe, Bildung, Lebensalter und Persönlichkeit sehr unterschiedlich sind, kommt es zu Spannungen und verbalen Angriffen. Dem Geschworenen Nr. 8 gelingt es in der zermürbenden Sitzung durch Beharrlichkeit, Logik, Redekunst und Einfühlungsvermögen, die anderen nach und nach auf seine Seite zu bringen, wobei die Beobachtungen der beiden Hauptzeugen sich als zweifelhaft herausstellen und ausnahmslos jedes Indiz entkräftet wird. Der Junge wird schließlich einstimmig für unschuldig erklärt.

## Produktion
Der Film wurde in Los Angeles gedreht. Nikita Michalkow drehte 2007 eine weitere Neuverfilmung unter dem Titel 12.

## Kritiken
Das Lexikon des internationalen Films schrieb, der Film sei „hochkarätig besetzt“, seine Dramaturgie sei „radikal nach den Regeln der Einheit des Ortes und der Zeit gebaut“ und verlange von dem Zuschauer „volle Konzentration“: ein „dichtes Erlebnis demokratischer Zivilcourage“.
Die Zeitschrift Prisma schrieb, Friedkins Version erreiche nicht die Qualität des Originals, lobte jedoch die „ordentliche“ Inszenierung und die „gute“ Besetzung der Rollen.
Cinema lobte „William Friedkin beweist mit der Neuverfilmung […], dass zwölf Männer, die nur reden, spannender sein können als viele Actionreißer“.

## Auszeichnungen
George C. Scott gewann im Jahr 1998 einen Golden Globe Award. Jack Lemmon und der Film als bester Fernsehfilm waren jeweils für den gleichen Preis nominiert.
Lemmon und George C. Scott waren im Jahr 1998 jeweils für einen Screen Actors Guild Award nominiert. Scott sowie der Film für den Tonschnitt gewannen 1998 einen Emmy. William Friedkin, Jack Lemmon, Terence A. Donnelly und Hume Cronyn waren für einen Emmy nominiert.
Augie Hess war im Jahr 1997 für einen CableACE Award für den Filmschnitt nominiert. William Friedkin war 1998 für einen Directors Guild of America Award und Edward James Olmos für einen ALMA Award nominiert. Mary Jo Slater erhielt im gleichen Jahr für das Casting eine Nominierung für den Artios-Preis der Casting Society of America.

## Synchronisation
| Rolle               | Darsteller          | Synchronsprecher         |
| ------------------- | ------------------- | ------------------------ |
| Geschworener Nr. 1  | Courtney B. Vance   | Jan Odle                 |
| Geschworener Nr. 2  | Ossie Davis         | Hans Teuscher            |
| Geschworener Nr. 3  | George C. Scott     | Helmut Müller-Lankow     |
| Geschworener Nr. 4  | Armin Mueller-Stahl | Armin Mueller-Stahl      |
| Geschworener Nr. 5  | Dorian Harewood     | Torsten Michaelis        |
| Geschworener Nr. 6  | James Gandolfini    | Michael Walke            |
| Geschworener Nr. 7  | Tony Danza          | Erich Räuker             |
| Geschworener Nr. 8  | Jack Lemmon         | Georg Thomalla           |
| Geschworener Nr. 9  | Hume Cronyn         | Hasso Zorn               |
| Geschworener Nr. 10 | Mykelti Williamson  | Thomas Petruo            |
| Geschworener Nr. 11 | Edward James Olmos  | Helmut Krauss            |
| Geschworener Nr. 12 | William Petersen    | Volker Brandt            |
| Richterin           | Mary McDonnell      | Kerstin Sanders-Dornseif |
| Wachmann            | Tyrees Allen        | Tilo Schmitz             |